# Ricardo Cavalcante Mendes
Ricardo Cavalcante Mendes, mais conhecido como Ricardinho (São Paulo, 4 de setembro de 1989), é um futebolista brasileiro que atua como meia-atacante. Atualmente, joga pelo Rio Branco-ES.

## Títulos
Sheriff Tiraspol
- Campeonato Moldavo de Futebol: 2013–14, 2016–17
- Copa da Moldávia: 2014–15, 2016–17
- Supercopa da Moldávia: 2015

Tosno
- Copa da Rússia: 2017–18

Rio Branco-ES
- Campeonato Capixaba: 2025[2]